# 岡山電気軌道岡軌7000型電車
岡山電気軌道岡軌7000形電車（おかやまでんききどうおかき7000がたでんしゃ）は1980年に登場した岡山電気軌道の路面電車の1形式である。

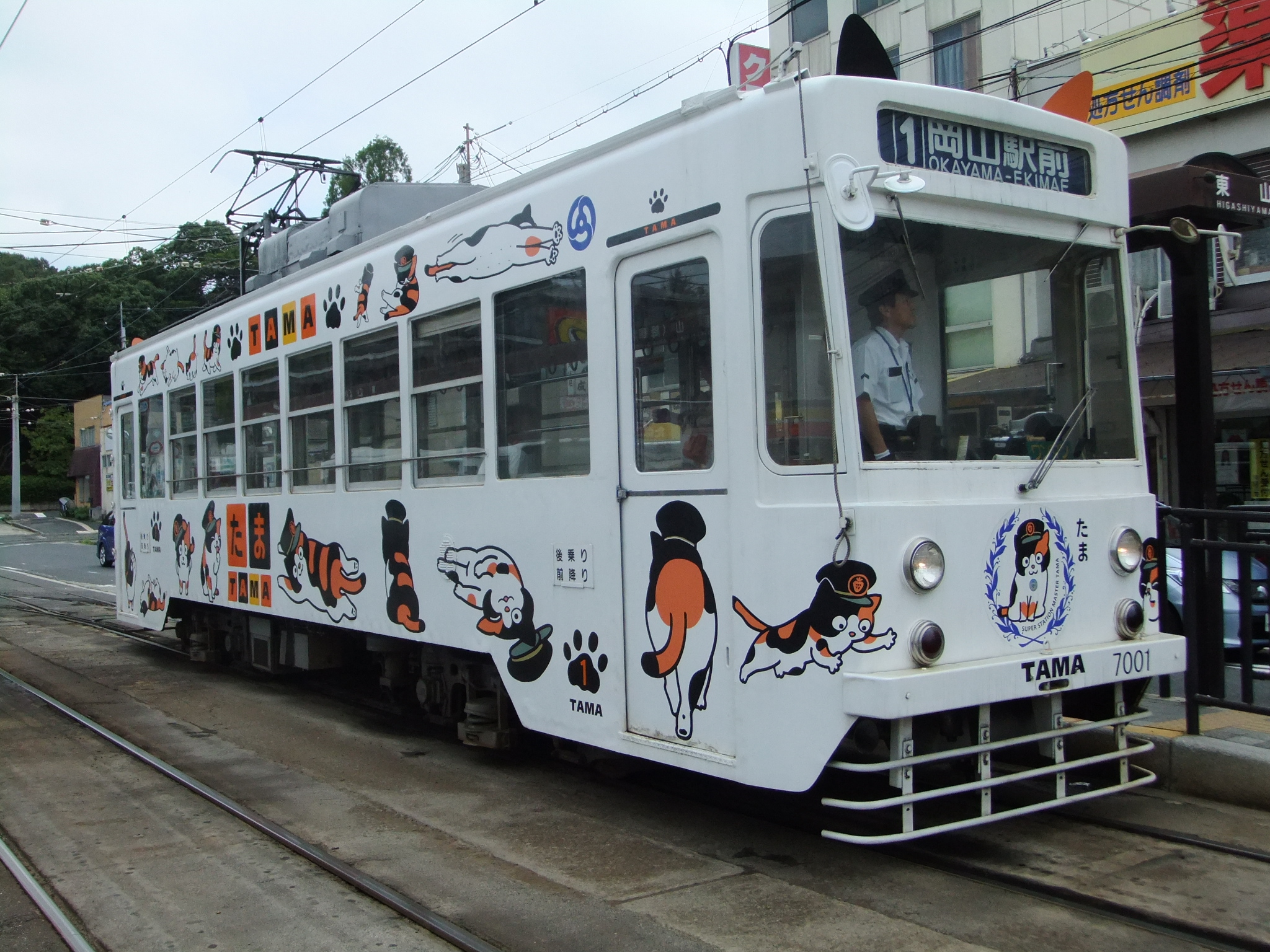
岡山電気軌道 7001 たま電車（２代目）

## 概要
岡山電気軌道開業70周年を記念して、アルナ工機の製造により2両が竣工した。岡山電気軌道として初の新造車体・冷房装備のボギー車であり、冷房装備の路面電車としては熊本市交通局1200形に続く日本で2番目の例となった。また、この電車には岡山電気軌道としては初めて暖房装置も装備され、日本初の冷暖房完備の路面電車となった。
同時期にデビューした軽快電車プロジェクトの成果を一部先行して応用し、そのエクステリアデザインを踏襲している。ただし本車は完全な新造ではなく、台車・機器は2000形（旧呉市電800形）のものを流用している。

## 主要諸元
- 製造初年：1980年
- 全長：12200mm
- 全幅：2224mm
- 全高：3775mm
- 自重：16.5t
- 車体構造：全金属製
- 定員（着席）：96（34）人
- 出力・駆動方式：37.5kw×2、吊り掛け式